# Teoria del muntatge soviètic
La teoria del muntatge soviètic és una aproximació a la comprensió i la creació del cinema que es basa principalment en l'edició. Aquesta és la principal contribució que van fer els cineastes soviètics de principis del segle xx, els quals van aportar el formalisme a la realització cinematogràfica del moment.
Encara que els cineastes soviètics dels anys 20 van mostrar-se en desacord sobre com s'havia de veure el muntatge, Sergei Eisenstein va evidenciar la seva opinió favorable a aquest tema en "Una aproximació dialèctica a la forma del cinema", on va remarcar que el muntatge és el "nervi del cinema" i que "determinar la naturalesa del muntatge és solucionar el problema específic del cinema". La seva influència ha arribat lluny comercialment, acadèmicament i políticament. Alfred Hitchcock cita l'edició (i el muntatge, indirectament) com la peça clau d'una bona realització cinematogràfica. De fet, el muntatge és utilitzat i demostrat en la majoria de les ficcions narratives disponibles avui en dia.
Les teories del cinema post-soviètic es basaven àmpliament en la redirecció del muntatge d'anàlisis de pel·lícules dirigides cap a la llengua, una gramàtica literal del film. Una comprensió semiòtica del cinema, per exemple, és el contrast amb la contraposició de Sergei Eisenstein quant a la desenfrenada transposició de la llengua "de maneres que són completament noves". Mentre diversos cineastes soviètics com Lev Kuleixov, Dziga Vertov, Esfir Shub i Vsevolod Pudovkin donaven explicacions sobre en què consistia l'efecte del muntatge, la visió d'Eisenstein que "el muntatge és una idea que sorgeix de la col·lisió de diferents preses independents les unes amb les altres" en què "cada element seqüencial és percebut no al costat d'un altre sinó sobre un altre" ha estat majoritàriament acceptada.
La producció de films, com i sota quines condicions van estar fetes, va ser d'una importància crucial per als líders soviètics i els cineastes i realitzadors del moment. Pel·lícules que se centraven en individus en lloc de masses eren considerades com a contrarevolucionàries, però no exclusivament. La col·lectivització de la realització de films era central en la producció de l'estat comunista.
Kino-Eye forjà una fusió de cinema i noticiari que buscava desmantellar les idees burgeses sobre les habilitats artístiques per sobre de les necessitats del poble. El treball, el moviment, la maquinària de la vida i el dia a dia dels ciutadans soviètics s'uniren per a formar el contingut, forma i caràcter productiu del repertori del Kino-Eye.
Les dimensions de la influència, començant des de la revolució d'octubre 1917 fins a finals dels anys 50 (de vegades referida com l'era de Stalin) van portar un llenguatge cinematogràfic cap al capdavant i van proveir una base per a l'edició contemporània i les tècniques documentals, així com proporcionar un punt de partida per teories més avançades.

## Muntatge
La teoria del muntatge, en la seva forma rudimentària, afirma que una sèrie d'imatges connectades permeten l'extracció d'idees complexes d'una seqüència i, a l'unir-les, constitueixen la totalitat del poder ideològic i intel·lectual d'una pel·lícula. En altres paraules, l'edició dels plans, més que no pas el seu contingut sol, constitueix la força d'una pel·lícula. Molts directors encara creuen que el muntatge és el que defineix el cinema contra altres mitjans de comunicació específics. Vsevolod Illarionovich Pudovkin, per exemple, va afirmar que les paraules eren temàticament inadequades, malgrat l'ús de cartells entre plans del cinema mut. Steve Odin identifica els orígens del muntatge en la manera que Charles Dickens té de seguir accions paral·leles a través d'una narració.

### Antecedents
Sotmesos al projecte de l'expansió soviètica, els teòrics de pel·lícules de la URSS es van preocupar poc per les qüestions del significat. En comptes d'això, l'escriptura va buscar la praxis de la realització de films i de la teoria. L'aplicació pragmàtica i revolucionària d'aquests moviments contrasta amb les idees que s'estaven desenvolupant simultàniament a l'Europa Occidental. El realisme socialista va caracteritzar l'aparició d'art dins dels constrenyiments del comunisme. El Constructivisme, una extensió del Futurisme, va buscar una integració pre-moderna de l'art a la quotidianitat. Els teòrics soviètics tenien una feina clara al davant: teoritzar per tal d'ajudar la causa del Partit Comunista. La pel·lícula era una eina amb la qual l'estat podia avançar la dictadura del proletariat. No era cap sorpresa que la major part dels teòrics soviètics eren també cineastes.

### Història[calcitació]

#### Muntatge narratiu i expressiu
El muntatge narratiu precedeix el muntatge expressiu, tot i que ambdós consideren l'edició com l'element formal que dirigeix el cinema narratiu. D. W. Griffith desenvolupà i implementà una gramàtica cinematogràfica mitjançant el seu ús del muntatge narratiu, és a dir, establint una progressió lògica entre els plans a fi d'elaborar una història intel·ligible per a l'audiència. El muntatge narratiu divergeix de l'expressiu en dos aspectes principals: la producció, i l'efecte i intenció.
Primer, mentre el muntatge narratiu està subordinat a una narrativa predeterminada (al film El naixement d'una nació, per exemple, l'edició estigué completament condicionada pel guió narratiu), el muntatge expressiu sosté que el significat d'una pel·lícula es deriva de la col·lisió dialèctica d'imatges i, per tant, mostra una major preocupació vers la síntesi de les associacions entre plans que no pas el guió.
D'altra banda, el muntatge narratiu està orientat espacialment; id est, omple els buits entre ubicacions i moments en la progressió narrativa de l'obra. La regla dels 180°, en què el director imposa una línia recta imaginària per tal de crear associacions lògiques entre personatges i objectes les quals requereixen un pla/contrapla, s'utilitza per a refermar la relació espectador–imatge. En canvi, el muntatge expressiu pot incloure aquests elements, però no el determinen. L'espai pot ser discontinu per a desorientar l'espectador. A tall d'exemple, a L'home amb la càmera, Dziga Vertov documenta les activitats quotidiantes d'individus de diversos punts de la URSS, però mai prioritza la continuïtat de l'acció.
Serguei Eisenstein codificà l'ús del muntatge expressiu en la cinematografia i la teoria tant soviètica com internacional. Començant amb els seus treballs inicials al Proletkult, Eisenstein adaptà el muntatge al cinema i expandí les seves teories al llarg de la seva carrera per a englobar la naturalesa interior de la imatge. Ell fou el més obert i ardent defensor del muntatge expressiu com a forma revolucionària. La seva obra ha estat dividida en dos períodes: el primer es caracteritza per "drames de masses" dedicats a formalitzar la lluita política marxista del proletariat (La vaga, El cuirassat Potemkin); en el segon període s'observa un gir cap a narratives individualitzades sorgit d'un enteniment sincrònic del muntatge inspirat per la seva indagació del materialisme dialèctic com a concepte guia. El canvi entre els dos períodes indica l'evolució del pensament marxista, culminant en un enteniment del material que fonamenta tots els fenòmems socials i polítics. Malgrat la manca d'atribució de crèdit per part de cineastes coetanis, les teories d'Eisenstein són constantment demostrades en pel·lícules de diferents gèneres, nacions, llengües i ideologies.
Així mateix, l'obra de Lev Kuleixov és generalment considerada la base de la teoria del muntatge expressiu. El Grup Kuleixov, compost per Kuleixov i els seus estudiants, pretenia determinar l'essència del cinema. Una repetició mecànica dels components del cinema envaí les seves troballes inicials: l'actuació competent, la il·luminació provocativa i l'escenificació elaborada no eren elements intrínsecs de la forma fílmica. En un estudi de dues pel·lícules —"una d'americana i una de russa comparable"— el grup reconegué el film americà com a extraordinari donada la baixa mitjana de longitud temporal dels plans. Aleshores inferiren que l'organització dels plans de la pel·lícula americana resultava perceptualment atractiva per a l'audiència. Els plans llargs, tal com demostrava la pel·lícula russa, dificulten la tasca d'interpretar mentalment un patró. En un assaig publicat a Vestnik Kinematografii l'any 1916, Kuleixov encunyà el terme muntatge per a explicar el fenomen de la successió de plans.
Kuleixov, en un experiment culminant, combinà plans independents d'Ivan Mosjoukine, un bol de sopa, una dona en una tomba, i una dona estirada a un sofà. L'ordenació estratègica dels plans tingué un marcat efecte en la interpretació que l'audiència feia de l'expressió neutral de Mosjoukine. Aquest experiment demostrà la capacitat única del cinema com a mitjà artístic per a suscitar reaccions específiques partint de la relació entre imatges indexicals (dependents del seu context). És més, corroborà la naturalesa dialèctica del muntatge, i el fet que la síntesi d'imatges crea significats polítics únics.
Recentment, les conclusions de Kuleixov han estat qüestionades. A The Kuleshov Effect: Rectreating the Classic Experiment, Stephen Prince i Wayne E. Hensley rebaten els descobriments de Kuleixov, considerant-los no científics i merament el producte d'un mite cinematogràfic. Ells conclouen que "és possible que l'efecte Kuleixov —entès en termes de juxtaposicions en lloc d'indicadors associatius— ens digui poc sobre la comunicació visual o fílmica, però el seu poder pervivent diu molt sobre els usos simbòlics del passat."

#### Adopció a l'estranger
La distància, manca d'accés i regulacions impediren que la teoria del muntatge soviètic fos àmpliament estesa fins temps després de la seva eclosió a la URSS. No va ser fins al 1928, per exemple, que les teories d'Einsenstein arribaren al Regne Unit a través de Close Up. Adicionalment, els cineastes del Japó eren "ben inconscients del muntatge" durant la dècada dels anys 20, segons EIsenstein. Això no obstant, ambdues nacions produïen pel·lícules que utilitzaven un mètode similar al muntatge narratiu.
Segons Chris Robé, la pugna interna entre les teories soviètiques del muntatge reflectia els debats liberals i radicals de l'oest. En el seu llibre Left of Hollywood: Cinema, Modernism, and the Emergence of U.S. Radical Film Culture, Robé il·lustra els intents de l'esquerra occidental de rebaixar el llenguatge revolucionari i psicoanalitzar els personatges de la pantalla. Els assajos de Hanns Sachs "Kitsch" (1932) i "Film Psychology" (1928) són emprats aquí per a provar la distinció estètica de Kitsch respecte al projecte realista de la URSS, així com afirmar la seva habilitat de provocar un efecte més intens del que el realisme mai seria capaç d'atènyer. Com a tal, Sachs defensava, el muntatge psicològic era reconeixible en tots els films, fins i tot aquells d'abstractes que no s'assemblaven al cinema soviètic clàssic.
Robé també cità l'assaig de Zygmunt Tonecky "The Preliminary Art Film" com una reformulació de la teoria del muntatge al servei del cinema abstracte. L'argument de Zygmunt es basa en el seu desacord amb el precepte d'Eisenstein que el muntatge és lògic en lloc de psicològic. Els films abstractes defamiliaritzen objectes i tenen el potencial de crear espectadors crítics. La defamiliarització es veia com un catalitzador del pensament revolucionari. Clarament, l'adopció de la teoria soviètica del muntatge rarament fou definitiva, sinó que més aviat serví de mitjà per a altres teories.
El cisma entre la cinematografia occidental i soviètica esdevingué manifest amb el rebuig del muntatge per part d'André Bazin i l'asserció de Cahiers du Cinéma sobre la primacia dels auteurs. La creença que un pla estàtic, complexament compost i individualitzat definia la significació artística del cinema era un afront per al mètode dialèctic. El fet que directors poguessin compondre i produir films autònomament (almenys quant a crèdit i autoria) impossibilità la col·lectivització del cinema. L'obra tardana d'Eisenstein (Alexander Nevsky [1938] Ivan el Terrible [1944-1946]) subvertí l'apel·lació a les masses de les seves pel·lícules anteriors focalitzant la narrativa en un únic individu.

#### Usos contemporanis
El terme muntatge ha sofert una redefinició popular radical durant els darrers 30 anys. És utilitzat comunament per a referir-se a una seqüència de plans curts que pretén mostrar el pas del temps. Un exemple cèlebre n'és la seqüència d'entrenament de Rocky (Avildsen 1976), en què setmanes de preparació són representades a través d'un conjunt d'imatges inconnexes del protagonista fent exercici. Ferris Bueller's Day Off (Hughes 1986) fa ús del mateix recurs per a comprimir diverses hores en pocs minuts d'imatges de Chicago. Això difereix completament fins i tot de les interpretacions més conservadores del muntatge a l'URSS, en les quals el temps se supedita a la col·lisió d'imatges i el seu sentit simbòlic.

### Termes i conceptes
- Dialèctica — Una relació de conflicte que produeix una nova forma. Aquest concepte és pres explícita i directament de l'explicació de Marx d'allò dialèctic com el procés pel qual té lloc el canvi social i polític. Hi ha interpretacions variables i competitives sobre com s'havia de practicar en el cinema soviètic, però la integració d'un procés dialèctic en el muntatge era un objectiu comú per a la majoria de cineastes soviètics notables. La dialèctica tradicionalment es compon de la següent manera:
  - Tesi — Una força, declaració o mode inicial. Per al cinema, la tesi podia ser narrativa, com ara una harmonia social la qual és posteriorment pertorbada; visual, per exemple, el pla que engega una seqüència; o presumpció històrica, una situació socioeconòmica que implica unes suposicions determinades sobre el context del film.
  - Antítesi — Una força, declaració o mode conflictiu, dissenyat per a negar o esmenar la tesi en algun sentiti. La creença de Pudovkin que les imatges es desenvolupen unes a partir de les altres al llarg de la pel·lícula funciona de forma diferent a la teoria de col·lisió d'Eisenstein. Aquestes dues interpretacions entenen l'antítesi com a negació (Eisenstein) o addició (Pudovkin). La implicació és que el resultat sintètic pot ser resultat (en el sentit matemàtic; la multiplicació de síntesis) o bé acumulació, respectivament.
  - Síntesi — El resultat del conflicte entre antítesi i tesi, el qual posseeix en el seu interior la mecànica de la seva pròpia desfeta. El muntatge era un procés editorial en què nous conceptes eren possibles únicament a través de la relació de dos o més plans, i/o la relació d'elements dins un mateix pla. La millor demostració del resultat afectiu és, potser, l'escena de la matança del cap de bestiar a La vaga, en què imatges de violència infligida sobre els treballadors són intercalades amb plans d'una vaca sent degollada en un escorxador. Aquestes imatges treballen dialècticament per a generar repulsió i fàstic davant la noció de l'opressió del proletariat.
- Estimulants — Un element formal que, en ser combinat amb altres elements, produeix la suma total de l'efecte del muntatge. Els seus adjectius dominant i secundària provenen de la teoria de la composició musical, segons la qual les ressonàncies harmòniques i melòdiques són reaccions a les notes, acords, pulsacions i compassos dominants i secundaris.
  - Dominant — L'element o estímul que determina tots els estímuls o elements subsegüents i subordinats. Aquests elements dominants són determinats abans del rodatge i informen el guió i el procés d'edició. No totes les dominants són elements singulars, sinó que també poden ser el producte o suma total dels estímuls. Per exemple, a La línia general, Eisenstein determinà estímuls dominants basant-se en la composició de plans individuals "segons el mètode de drets igualitaris 'democràtics' per a tots els estímuls, entesos de manera conjunta com un col·lectiu."[11] Aquest fou l'intent d'Eisenstein d'imitar el teatre japonès Kabuki, que componia moviment amb una tècnica fragmentada i jeràrquica alhora. El més habitual, tanmateix, era que les dominants adoptessin una forma singular i aparent. A L'home amb la càmera, Vertov construeix una seqüència —escassament definible com una escena— a través del moviment dominant de circularitat, presentant màquines tèxtils industrials i moviments humans de caràcter circular.
  - Secundària/Subordinada — Els elements o estímuls que sostenen i subratllen la dominant. En el cinema, igual que en la música, aquests creen una harmonia entre i durant plans. Sense estímuls secundaris/subordinats, la composició dialèctica necessària per a la forma revolucionària del realisme socialista mancava a l'estructura interna dels plans. Eisenstein afirmà que estímuls secundaris conflictius i complementaris eren útils a l'hora de despertar respostes psíquiques particulars de l'audiència. L'anàlisi sobretonal del so a La línia general, per exemple, revela que gairebé cada pla consta d'un "contrapunt orquestral", modelant una textura a partir del film en comptes d'uns experiència purament visual o atmosfèrica.[11]
- Tema — El contingut generalitzable d'una pel·lícula. Aquest concepte prové sobretot del treball de Vsevolod Pudovkin a Film Technique, en què argumenta que la tasca fonamental del muntatge es realitza amb l'establiment d'un tema.[12] A diferència d'Eisenstein, Pudovkin creia que tots els elements necessaris per a reconèixer un tema havien de ser evidents en un únic pla en lloc d'una col·lisió d'aquests. Així i tot, el fenomen triat per a representar el tema havia de ser filmat des de diferents angles i perspectives a fi de representar les "interrelacions superficials i profundes de la realitat". El tema no és, tanmateix, una qüestió a ser interpretada per l'espectador. Més aviat, es refereix a quelcom que arriba orgànicament a la conclusió d'una pel·lícula gràcies exclusivament al control que el director ha exercit.[13] A tall de lleugera crítica a Intolerància de D. W. Griffith, Pudovkin advocà per al seu l'escurçament (3 hores i 30 minuts) per tal de cristal·litzar i condensar el tema de la pel·lícula. Tal com fou presentat, el film de Griffith dilueix el seu propi potencial polític intentant crear temes visuals de conceptes no fenomènics. En canvi, com Pudokvin elaborà, un cineasta hauria d'escollir conceptes representables en imatges en comptes de llenguatge.
  - L'anàlisi té lloc quan un tema és explorat des de prou perspectives. Aquest es deriva de l'examinació de plans individuals, però només esdevé rellevant en ser sintetitzat.
  - La identificació és la capacitat de l'audiència de comprendre plenament el tema d'una pel·lícula. A Pudovkin el preocupava la capacitat dels espectadors de seguir els seus films i evitava trencaments en la continuïtat. La identificació com a tal comporta principalment calcular una estructura temàtica consistent i assegurar la fluïdesa del rodatge i edició.
- Afecte, emoció i pathos — Sovint usats de forma intercanviable per cineastes soviètics, aquestes són les impressions que l'audiència sent al consumir una pel·lícula. El problema central del llibre d'Eisenstein La natura no indiferent és la relació entre pathos/afecte i el mètode pel qual l'art el genera. Al capítol "Sobre l'estructura de les coses", Eisenstein parteix de la suposició que els fenòmens representats reflecteixen elements materials, la qual cosa implica un sistema d'estructuració entre aquells elements i els propis fenòmens. La composició musical n'és un bon exemple. De l'afecte emocional de la parla verbaliizada sorgeixen les qualitats tonals i rítmiques expressades en una determinada composició. La cinematografia genera una dialèctica relacional similar amb imatges i referents, i a través de la lògica del muntatge. Breument, quan hom estructura una successió d'imatges segons el seu referent emocional, el resultat és afectiu.[14] La unitat orgànica d'El cuirassat Potemkin, per exemple, sosté un pathos particular en instàncies particulars. A l'escena de les "Escales d'Odessa", la tensió dramàtica creix no d'elements individuals, sinó de l'organització d'aquests (plans, composició, il·luminació, etc.) basant-se en un model natural de tensió. El model, a partir del qual Eisenstein teoritza totes les formes de creixement orgànic i unitat, és el d'un espiral logarítmic. Aquest espiral, en què el punt menor correspon amb el seu major contrapunt en la mateixa proporció que el punt major correspon a la figura sencera, explica el creixement orgànic dins la natura, les relacions de parts al creixement evolutiu i el procés pel qual les transformacions es produeixen. Acadèmics platònics i teòrics de l'art han identificat aquest espiral i fórmula com una figura central de la bellesa clàssica. Apareix a l'arquitectura i pintura clàssiques, a més de la composició fotogràfica contemporània (la norma dels terços). Per a Eisenstein, el pathos s'ateny a l'aconseguir la unitat orgànica (és a dir, cal que el creixement de les seves parts constituents s'assimili a l'espiral logarítmic). Eisenstein defineix el pathos com "allò que fa saltar l'espectador del seu seient. És allò que el força a fugir del seu lloc. És el que fa que aplaudeixi, que plori."[15] A l'escena de les "Escales d'Odessa", la col·lisió de moviments contraris —pujar i baixar escales, de moltes armes a una única boca de canó...— exemplifica un concepte de creixement orgànic. La conseqüència afectiva és una síntesi de l'experiència de l'espectador amb les representacions radicalitzades en pantalla.

### Mètodes
- D'atraccions — El muntatge d'atraccions defensa que explosions repentines de moviment agressiu mouen l'audiència emocional, psíquica i políticament. En el seu assaig de 1924 "El muntatge d'atraccions del cinema", Eisenstein enllaça explícitament el teatre i el cinema a través d'una audiència comuna. Aquí, una atracció és "qualsevol fet demostrable (una acció, objecte, fenomen, […] etc.) el qual exerceix un efecte definitiu sobre l'atenció i emocions de l'audiència i que, combinat amb d'altres, permet dirigir les emocions de l'audiència en qualsevol direcció dictada pel propòsit de la producció."[16] La intenció era fonamentar les atraccions en una ideologia revolucionària per tal de persuadir els espectadors cap a una posició simpatitzant.
- Mètric — Tipus de muntatge en què l'edició segueix un nombre específic de plans basat únicament en la naturalesa física del temps, tallant al pròxim pla sense tenir en compte què passa dins la imatge. És utilitzat per a provocar les reaccions més bàsiques i emocionals de l'audiència. El muntatge mètric es basa en la duració absoluta dels plans d'acord amb un esquema determinat per la necessitat de rapidesa. Eisenstein el compara amb l'estructura rítmica de la música, la qual preceptua que aquelles estructures que incompleixen la "llei dels números primaris" són incapaces de causar cap efecte fisiològic. Ell afavoreix, en canvi, estructures rítmiques molt simples (3:4, 2:4).[17]
- Rítmic/Primitiu-emotiu[18] — Tipus de muntatge que cerca una relació compositiva en què el moviment dins dels plans és tan important com la seva longitud.[19] La complexitat contra la qual s'advertia en el muntatge mètric és lloat en el rítmic. Com el contingut del pla és un element determinant de la seva duració, la seva longitud té sentit visual intuïtivament.
  - La seqüència de les "Escales d'Odessa" d'El cuirassat Potemkin constitueix un exemple de muntatge rítmic.
- Tonal/Melòdico-emotiu[20] — Tipus de muntatge que utilitza el significat emocional dels plans — manipulant més enllà de la duració temporal o característiques rítmiques dels plans— per a generar en l'audiència una reacció encara més complexa que els muntatges mètric o rítmic. En aquest cas, "el moviment […] passa clarament a una vibració emotiva d'un ordre superior." Així doncs, el to és un nivell del ritme entès com a moviment.[20]
  - És una mostra d'aquesta mena de puntatge l'escena d'El cuirassat Potemkin posterior a la mort del mariner revolucionari Vakulinchuk, màrtir per a treballadors i mariners.
- Sobretonal/Associacional — Tipus de muntatge consistent en una acumulació dels muntatges mètric, rítmic i tonal per a sintetitzar el seu efecte sobre l'audiència d'una forma encara més abstracta i complicada.
- Intel·lectual — Tipus de muntatge que se serveix de plans els quals, combinats, generen un significat intel·lectual. Aquest mètode aspira a utilitzar poques imatges riques en història cultural, simbòlica i política. La seva col·lisió dona lloc a conceptes complexos als quals el muntatge tradicional no pot arribar. En examinar les llengües japonesa i xinesa, Eisenstein determinà un vincle lingüístic entre llenguatge i muntatge. Els ideogrames propis d'ambdós idiomes són altament contextuals. La combinació de dos caràcters, neutrals per separat, crea conceptes. L'exemple donat per Eisenstein és la combinació dels signes ull i aigua, de la qual emergeix el concepte plorar. Aquesta lògica fou estesa al teatre Kabuki japonès, que usava una tèctica de muntatge d'actuació en què parts del cos es movien en relació i col·lisió amb el tot i amb altres parts del cos. El cinema, de forma similar, pot fer xocar objectes tant dins d'un pla com entre plans.[21]
  - A La vaga d'Eisenstein, la combinació d'imatges de treballadors vaguistes sent atacats amb la matança d'un bou creen una metàfora fílmica, suggerint que els obrers són tractats com bestiari en un escorxador. El significat no existeix en els plans individuals; només sorgeix quan són juxtaposats.
  - Al final d'Apocalypse Now, l'execució del coronel Kurtz és juxtaposada amb el sacrifici animal dels habitants del poble.
- Vertical — Tipus de muntatge focalitzat en un únic moment o pla, en lloc de la transcendència de diversos plans (horitzontalitat). El muntatge vertical permet una lectura més propera de les imatges i el seu contingut, a més de considerar fenòmens no visuals paral·lels a les pròpies imatges.
  - Moviment de càmera — Una càmera dinàmica en comptes d'estàtica sovint és emprada amb una funció equivalent a l'edició. Malgrat no suposar estrictament una forma de muntatge, una càmera en moviment pot cobrir l'activitat a través de l'espai de manera continuada. Aquest recurs fou rarament utilitzat en el cinema soviètic dels anys vint ja que evitava la discontinuïtat necessària per al mètode dialèctic de muntatge.[22] La càmera en moviment i el mise-en-scène culminen en allò que es coneix com el muntatge intern.
  - Audiovisual — El mode sinestètic, caracteritzat per una anàlisi sensitiva total del cinema, converteix el muntatge en un element amb vessants tant visuals com auditives. Els fonaments d'aquesta teoria es troben a l'assaig d'Eisenstein "La quarta dimensió en el cinema", en el qual el teatre Kabuki japonès i el haiku són estudiats. Leonard C. Pronko connecta l'anàlisi sensorial d'Eisenstein a una sinestèsia formalitzada.[23] La integració de diversos sentits dins la teoria del muntatge possibilità la seva pervivència més enllà dels canvis històrics i tecnològics en el cinema.

## Contra-teories i crítica
Malgrat el muntatge era àmpliament reconegut com un mecanisme constituent del cinema, no era universalment considerat la seva essència. Lev Kuleixov, per exemple, expressà que tot i que el muntatge possibilitava el cinema, no tenia tanta importància com l'actuació, un tipus de muntatge intern. És més, Kuleixov sostingué la qualitat subjacent del muntatge respecte a la voluntat d'aquells que l'utilitzen. En les seves comparacions entre els cinemes rus, europeu i americà anteriors a la Revolució Russa, Kuleixov fou incapaç d'identificar una teoria unificadora entre ells i plantejà una aproximació relativista a l'art fílmic, proposant una opció similar a teories d'auteurs posteriors. Una possible implicació de centrar-se exclusivament en el muntatge, proposada per Kuleixov, és que les interpretacions dels actors esdevinguin menys convincents a causa d'una pèrdua de confiança en la seva pròpia importància.
El cinema-ull, compost per diversos correspondents, editors i directors de noticiaris, també s'interessà indirectament pel muntatge com a principi definidor del cinema. Aquest corrent pretenia capturar la vida del proletariat i actualitzar la revolució, i fou acusat per Eisenstein de mancar un mètode ideològic. Pel·lícules com L'home amb la càmera de Dziga Vertov feren ús del muntatge (pràcticament tots els films l'utilitzaven, en aquell moment), però eren imatges sense cap connexió política discernible entre els plans. Vertov, en canvi, veié les revolucions fictícies representades en les pel·lícules d'Eisenstein com a mancades del pes visceral de l'acció espontània, lliure de guió.